# Robert Boyle
Robert Boyle (n. 25 ianuarie 1627; d. 30 decembrie 1691, Londra) a fost fizician, chimist și inventator irlandez.

## Date biografice
Robert Boyle a fost al șaptelea băiat și al 14-lea copil al contelui de Cork, născut la castelul Lismore, în Irlanda, la 25 ianuarie 1627. A fost un copil-minune, învățând încă de la o vârstă foarte fragedă limba latină și franceză, și a fost trimis la Colegiul Eton la numai 8 ani. La numai 11 ani a întreprins multe călătorii în străinătate alături de un tutore francez, iar în anul 1641 se afla în Florența pentru a studia scrierile lui Galileo. 
S-a întors în Anglia în anul 1644 și a hotărât să se dedice cercetărilor științifice, alăturându-se unui grup de oameni cu aceleași aspirații și idealuri numit "Colegiul Invizibil", care mai târziu este recunoscut și legalizat de Carol al II-lea sub numele de Societatea Regală din Londra pentru Îmbunătățirea Cunoștințelor naturale. În anul 1654, Boyle s-a mutat în Oxford pentru că acolo se țineau cele mai multe ședințe de la Colegiu, acolo l-a cunoscut pe Robert Hooke care era student la Oxford. 
Boyle află de experimentul lui Otto von Guericke (Germania) și cu ajutorul lui Hooke (care era un mecanic ingenios), construiește un model îmbunătățit al pompei de aer și se apucă de măsurare a aerului. El a sugerat că greutatea corpurilor se modifică în funcție de portanța atmosferei – comparând straturile inferioare ale atmosferei cu arcuri mici care sunt comprimate de greutatea straturilor de aer de deasupra lor. 
În anul 1660 Boyle își publică descoperirile despre proprietățile aerului sub titlul "Noi experimente fizico-mecanice privind arcul aerului și efectele sale". Boyle a emis pentru prima dată o lege numită "Legea lui Boyle" conform căreia volumul unui gaz variază invers proporțional cu presiunea, la o temperatură constantă:
{\displaystyle pv=Rt}
unde:
- p= presiunea;
- v= volumul;
- t= temperatura;
- R= constantă ce depinde de natura gazului.

Boyle se mută înapoi în Londra în anul 1668. 

Cea mai cunoscută carte a sa este "Chimistul sceptic" și a fost publicată în anul 1661. El a făcut distincția între amestecuri și compuși, și a subliniat că un compus poate să aibă proprietăți foarte diferite de cele ale constituenților săi. El a folosit pentru prima dată cuvântul "analiză" și a avut o influență puternică în dezvoltarea acestei științe de la originile sale alchimice. A fost propus președinte al Societății Regale în anul 1680, dar a refuzat postul. 
 
A murit, la 30 decembrie 1691, în casa surorii sale din Londra, unde locuise timp de 23 de ani.

## Opera
- Noi experimente fizico-mecanice privind arcul aerului și efectele sale (1660)
- Chimistul sceptic (1661)
- Originea formelor și calităților (1666)
- Paradoxuri hidrostatice (1666)